# Sergio Cuminetti
Sergio Cuminetti (Piacenza, 2 giugno 1929 – 5 agosto 1997) è stato un politico e imprenditore italiano.